# Gerrhonotus lugoi
Gerrhonotus lugoi — вид ящірок з родини веретільницевих (Anguidae).

## Поширення
Населяє пустелі на півночі Мексики у штаті Коауїла.